# Timo Stavitski
Timo Stavitski (Kirkkonummi, 17 luglio 1999) è un calciatore finlandese, attaccante del Mjällby.

## Caratteristiche tecniche
È un'ala destra.

## Carriera

### Club

#### Klubi 04
Ha esordito il 4 maggio 2016 con la maglia del Klubi 04 in occasione del match perso 1-0 contro il SalPa.

#### RoPS
Nel 2017 debutta con la maglia del RoPS, realizzando 3 reti in 29 presenze.

#### Caen
Al termine della stagione in Finlandia, il giocatore passa definitivamente al Caen. Nella sua prima (ed unica) stagione in Ligue 1 totalizza 10 presenze, senza mettere a referto nessuna rete.

#### Prestito all'Osijek ed al RoPS
Nel 2018 il Caen lo gira in prestito al club croato dell'Osijek. Qui, però, il giovane non trova spazio in campionato, collezionando solo una presenza in coppa. Dopo pochi mesi la sua esperienza croata giunge al termine ed il giocatore viene girato immediatamente in prestito al RoPS.

### Nazionale
Ha giocato nelle nazionali giovanili finlandesi Under-17 ed Under-18.

## Statistiche

### Presenze e reti nei club
Statistiche aggiornate al 6 gennaio 2017.
| Stagione        | Squadra         | Campionato      | Campionato | Campionato | Coppe nazionali | Coppe nazionali | Coppe nazionali | Coppe continentali | Coppe continentali | Coppe continentali | Altre coppe | Altre coppe | Altre coppe | Totale | Totale | Totale |
| Stagione        | Squadra         | Comp            | Pres       | Reti       | Comp            | Pres            | Reti            | Comp               | Pres               | Reti               | Comp        | Pres        | Reti        | Pres   | Reti   |        |
| --------------- | --------------- | --------------- | ---------- | ---------- | --------------- | --------------- | --------------- | ------------------ | ------------------ | ------------------ | ----------- | ----------- | ----------- | ------ | ------ | ------ |
| 2016            | Klubi 04        | KK              | 14         | 2          | CF              | 0               | 0               |                    | -                  | -                  |             | -           | -           | 14     | 2      |        |
| 2017            | RoPS            | VL              | 29         | 3          | CF+LC           | 3+0             | 0               |                    | -                  | -                  |             | -           | -           | 32     | 3      |        |
| 2017-2018       | Caen            | L1              | 5          | 0          | CF+CdL          | 1+0             | 1               |                    | -                  | -                  |             | -           | -           | 6      | 1      |        |
| Totale carriera | Totale carriera | Totale carriera | 48         | 5          |                 | 4               | 1               |                    | -                  | -                  |             | -           | -           | 52     | 6      |        |

## Palmarès

### Club

#### Competizioni nazionali
- Coppa di Lega finlandese: 1

Inter Turku: 2024